# Vor dem Sturm (Roman)

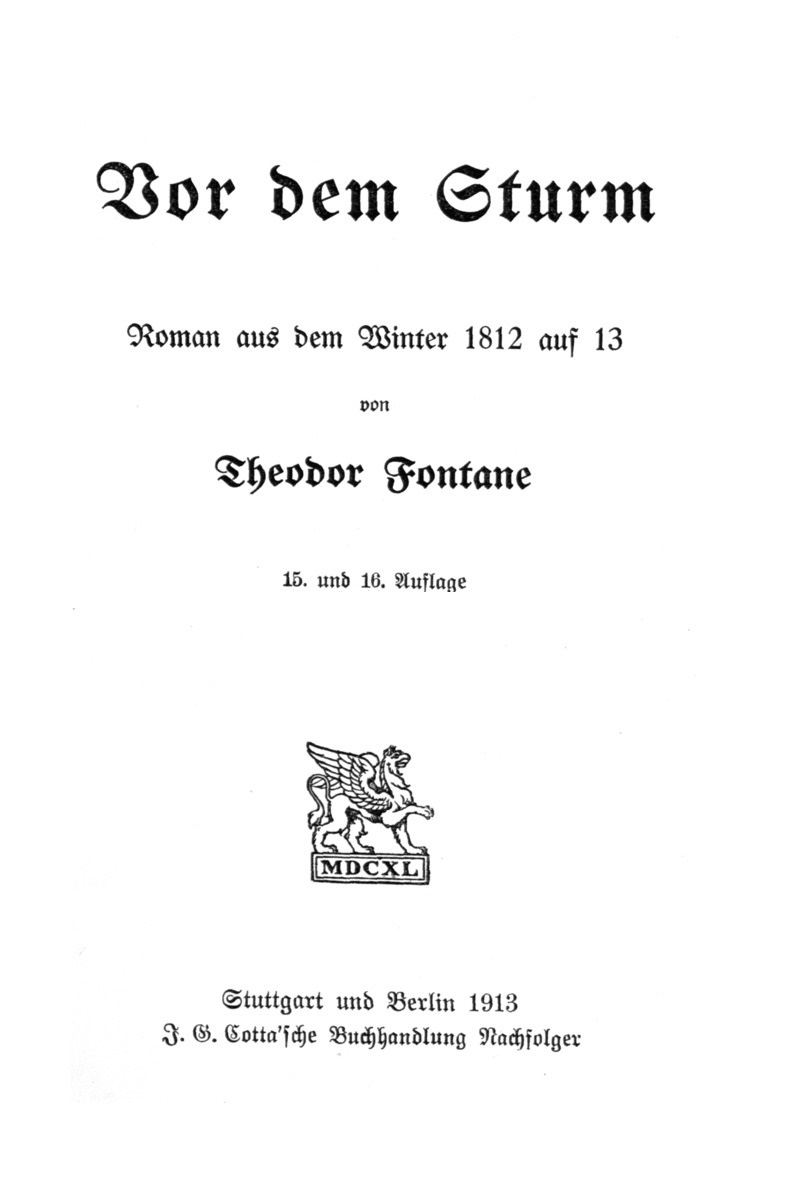
Vor dem Sturm, Titelseite der 15. und 16. Auflage, 1913

Vor dem Sturm. Roman aus dem Winter 1812 auf 13 ist der Titel eines historischen Romans von Theodor Fontane über den Beginn der preußischen Befreiungskriege gegen die französische Besatzung. Der Roman erschien zuerst 1878 als Vorabdruck in der Leipziger Wochenzeitschrift Daheim. Ein deutsches Familienblatt mit Illustrationen und dann als vierbändige Buchausgabe.

## Überblick
Fontanes erster Roman mit vielen Einzelhandlungen ist ein breites Porträt der preußischen Gesellschaft in der Zeit der Napoleonischen Kriege: vom Adel über Amtsträger, Pastoren, Justizbeamte, Offiziere, Bauern, Berliner Handwerker, Dienstpersonal bis zu den Armen im Hohen-Vitzer „Forstacker“. Im Mittelpunkt stehen die Adelsfamilie Vitzewitz-Pudagla sowie Geheimrat von Ladalinski und seine Kinder. Vom zentralen Handlungsort, dem fiktiven Hohen-Vietz, aus breitet sich die Handlung auf die Dörfer und Gutshöfe im Oderbruch sowie auf Berlin aus.

## Handlung

### Hohen-Vietz (Band I, Kapitel 1–17, II, 9–17)
Zu Beginn des Romans fährt der 22-jährige Jura-Student Lewin von Vitzewitz am Weihnachtsabend 1812 mit dem Schlitten von Berlin durch die Oderbruch-Dörfer zu seinem Vater Berndt und seiner fünf Jahre jüngeren Schwester Renate (I, 1), um mit ihnen auf Schloss Hohen-Vietz das Fest zu feiern. Bei der Begrüßung des Vaters wird sogleich das politische Hauptthema des Romans angesprochen: der Rückzug der Truppen Napoleons aus Russland und der bevorstehende Befreiungskampf (I, 4). Im Verlauf der Weihnachtstage stellt der Erzähler die verschiedenen Bevölkerungsgruppen und weitere Protagonisten vor. Am ersten Feiertag beschenkt der Schlossherr die armen Dorfbewohner, seine Familie und die Bediensteten: u. a. Diener Jeetze, Kammerjungfer Maline Kubalke, Kutscher Krist und Nachtwächter Pachaly (I, 3). Mittags geht man in die Kirche und hört die preußisch-nationale Predigt des Pfarrers Seidentopf mit dem Vergleich der Niederlage Napoleons in Russland mit dem Untergang des ägyptischen Heeres im Roten Meer (I, 5). Abends unterhält sich die Vitzewitz-Familie am Kamin. Mit dabei sind die Haushälterin „Tante“ Brigitte Schorlemmer, eine Herrnhuterin, die nach dem Tod der Mutter Madeleine 1806 die Erziehung der Kinder übernahm, und Renates Freundin Marie (I, 6). Sie kam 1804 als herumziehendes zehnjähriges Zirkuskind ins Dorf. Ihr Vater jonglierte und führte Zaubertricks vor, sie tanzte und sang im mit Goldpapier-Sternchen besetzten Kleid. Nach dem Tod des Vaters wurde sie vom Dorfschulzen Kniehase und seiner Frau adoptiert (I, 9) und zusammen mit Renate von Tante Schorlemmer unterrichtet.
Am zweiten Feiertag trifft man sich bei Pfarrer Seidentopf. Ein brisantes, am Romanende wieder aufgegriffenes Thema wird auf der Heimfahrt von seinen Frankfurter Gästen Justizrat Turgany und Konrektor Othegraven (I, 16) und am nächsten Tag von den Geschwistern Vitzewitz (I, 17) erörtert: die Gleichheit der Menschen. In beiden Fällen geht es um Marie. Renate kritisiert ihre Tante Amelie, die Gräfin Pudagla. In der Theorie sei die Tante ein aufgeklärter Mensch und von der Gleichheit der Menschen überzeugt. Sie zitiere gerne Montesquieu und Rousseau, aber in der Praxis achte sie auf Standesunterschiede. So sei sie von Marie als Mensch angetan, aber sie könne sie nicht in ihrem Schloss als Begleiterin Renates empfangen. Othegraven hat dieselbe Einstellung wie die Geschwister. Der Mensch ist ihm wichtiger als eine standesgemäße Herkunft. Außerdem liebt er das phantasievolle Mädchen und sieht Marie als Ergänzung seiner ernsten Persönlichkeit. Als er seinen Heiratsplan Seidentopf enthüllt, warnt ihn dieser, das Glück der Ehe beruhe nicht auf Ergänzung, sondern auf gegenseitigem Verständnis. Die Temperamente von Mann und Frau müssten in Abstufungen miteinander verwandt, ihre Ideale dieselben sein. Den „Charakter“ ziehe es zur „Phantasie“, aber nicht umgekehrt. Trotzdem macht Othegraven Marie einen Antrag. Ihr Vater ist einverstanden, doch Marie, die insgeheim Lewin liebt, antwortet ihm, wenn sie vielleicht auch undankbar ihrem Geschick und ihren Eltern gegenüber erscheinen möge, so müsse sie doch ehrlich bekennen, dass ihr Herz ihm gegenüber schweige. Sie empfinde den Unterschied ihrer beider Naturen (II, 18).
In anderen Kapiteln wird die Dorfbevölkerung von Hohen-Vietz vorgestellt: Schulze Kniehase (I, 9) und die Bauern. Im „Krug“ erzählen sie sich neben den Neuigkeiten über die Nachbarn und den Kriegsverlauf in Russland auch unheimliche Geschichten von Matthias’ Geist im Schloss oder vom Mähen eines Getreidefeldes, worauf rote Stoppeln sichtbar wurden, was ein Zeichen für einen bevorstehenden Krieg sei (I, 7). Die zwergwüchsige Dorfbotin und Hökerin Hoppenmarieken (I, 8) liest den abergläubischen Dörflern aus den Karten die Zukunft und nutzt ihre Neigung aus, an surreale Dinge zu glauben. Aber nicht nur die einfachen Leute im Dorfkrug und in den Spinnstuben haben ein „Spuk- und Gespensterbedürfnis“, sondern auch die Vitzewitzer und Marie sind empfänglich für übersinnliche Erscheinungen, achten auf den zeichenhaften Charakter der Naturerscheinungen und haben Ahnungen von zukünftigen Entwicklungen. Lewin interessiert sich für die Literatur der Romantik, schreibt Gedichte und glaubt an symbolische Vorausdeutungen. Deshalb ist er von der Grabsteinaufschrift „Und kann auf Sternen gehen“ tief berührt, deutet sie aber, wie er später erkennt, falsch (I, 1). Seine Tante Amelie von Pudagla ängstigt sich vor dem nächtlichen Auftritt ihres Schlossgespensts, der „schwarzen Frau“, als Vorzeichen für Tod oder Unglück. Sie lässt abends ihren großen Stehspiegel im Schlafzimmer mit einem Tuch zuhängen, damit sie in ihrer schwarzen Witwenkleidung nicht einem Irrtum zum Opfer fällt und ihr eigenes Spiegelbild für die Erscheinung hält (II, 8). Marie stieg einmal als Kind bei Schneefall auf den First des Scheunendachs und Kniehase erzählte im Krug, „sie sei ein Feenkind“. Renate lässt sich von der Herrnhuterin Tante Schorlemmer versichern, dass es keine Geister in dieser Welt gebe, nachdem ihre Dienstmagd Maline ihr erzählt hat, der Nachtwächter Pachaly habe den Geist ihres unseligen Vorfahren Matthias in der alten Kapelle im Saalbau gesehen (II, 16). Die Angst vor diesem Spuk verschwindet, nachdem dieses alte Gebäude in Brand gerät und Hoppemarieken das Feuer bespricht (III, 9). Eine alte Prophezeiung hat sich damit zur Hälfte erfüllt: „Und eine Prinzessin kommt ins Haus, da löscht ein Feuer den Blutfleck aus“ (I, 2).
Ende Dezember besucht Lewin mit seinem Freund Pertubal (Tubal) von Ladalinski den Literaten Dr. Faulstich in Kirch-Göritz. Auf dem Rückweg verhindern sie den Überfall zweier Räuber auf Hoppenmarieken (II, 12). Dieser dritte Vorfall nach kurzer Zeit ist für Berndt von Vitzewitz Anlass, um über die Sicherheit der Bevölkerung nachzudenken. Er vermutet marodierende Soldaten auf dem Rückzug aus Russland und führt mit dem Dorfschulzen ein Gespräch über die Aufstellung eines Landsturms (II, 13). Nach dem Einbruch im Herrenhaus am 29. Dezember, als nur die Mädchen im Haus waren und Marie die zwei Diebe vertrieb (II, 14), stellt der Gutsherr am nächsten Morgen einen zehnköpfigen Trupp aus Bauern und Bediensteten zusammen, um die Gegend abzusuchen. Auf einer Oder-Insel entdecken sie im Schilf das Räuberlager, aber nicht die von Vitzewitz vermuteten französischen Soldaten, sondern Muschwitz und Rosentreter, zwei Spitzbuben aus der Gegend (II, 15). Hoppenmarieken wird als Hehlerin der beiden verdächtigt, kann sich aber im Verhör herausreden und wird durch die Fürsprache Lewins frei gelassen: „[E]s ist der Mensch auf seiner niedrigsten Stufe. […] Ihr ganzer Rechtsbegriff ist ihre Furcht.“ (II, 17)

### Schloss Guse (Band II, 1–8 und 19)
Am dritten Weihnachtstag wechselt die Szenerie zum Schloss Guse am Westrand des Oderbruchs und damit auf eine andere gesellschaftliche Ebene. Hier residiert Amelie, die Schwester Berndts von Vitzewitz, die durch die Heirat mit dem Grafen Pudagla in eine höhere Schicht des Adels aufgestiegen ist. In Rheinsberg gehörte sie zum Freundeskreis des Prinzen Heinrich und demonstriert dies durch die in ihre Konversation eingeschobenen französischen Phrasen. Nach dem Tod ihres Mannes 1789 erbte sie das Schloss und sammelte, da die adligen Nachbarn nicht ihrem gewohnten Niveau entsprechen, den Guser Kreis um sich, der sich aus dem gebildeten Grafen Drosselstein, Gerichtspräsident von Krach, Generalmajor von Bamme, Baron Pehlemann, Domherr von Medewitz, dem ehemaligen Hauptmann von Rutze und Dr. Faulstich, als Freund Tiecks ein Kenner der literarischen Romantik, zusammensetzt.
Amelies frankophile Haltung unterscheidet sich von der ihres patriotischen Bruders sowie von der Einstellung der Landbevölkerung. Sie und ihr Guser Kreis unterhalten sich mit Anekdoten über die französische Besetzung Preußens und über historische und zeitgenössische Persönlichkeiten, u. a. über den guten König Henri und den von Amelie im Gegensatz zu ihrem Bruder wenig geschätzten Friedrich II. oder über die Karriere des Grafen von Narbonne unter den Bourbonen und Napoleon (II, 5). Gegen Ende der Veranstaltung trifft Berndt von Vitzewitz ein, der am ersten Weihnachtstag nach Berlin gereist ist, und berichtet vom Gespräch mit „dem Minister“, d. h. mit Staatskanzler Hardenberg. Er hat ihn vergeblich mit dem Argument, jetzt sei die Situation günstig, bevor der französische Kaiser sich von der Niederlage in Russland erhole und ein neues Heer aufstelle, zum Befreiungskrieg gegen Napoleon zu bewegen versucht. Der Minister antwortete ihm, der Hohe Rat Preußens verspreche sich mehr von einer diplomatischen Lösung, zu der ein geschwächter Kaiser seiner Einschätzung nach bereit sein müsse (II, 7).
Am Silvestertag lädt Amelie ihren erweiterten Kreis und ihre Familie zu einer Aufführung einiger Szenen aus Lemierres „Guillaume Tell“ in ihrem kleinen Schlosstheater ein. Hauptdarstellerin ist die ihr aus ihrer Rheinsberger Zeit her bekannte französische Schauspielerin Demoiselle Alceste. Diese Veranstaltung und ihre Konversation zeigen, wie sehr sie sich dem Ancien Régime und der französischen Kultur verbunden fühlt. Auch teilt sie die französischen Sympathien für den Freiheitskampf der Polen und schätzt das übermütige Auftreten der, wie sie sie nennt, „Polin“ Kathinka von Ladalinski. Lemierres Tell-Drama zieht sie dem Schillers vor und streitet sich darüber mit ihrem Bruder. Dieser wirft ihr vor, sie kenne nur Hof und Gesellschaft und wisse nichts von Volk und Vaterland und habe deshalb keinen Zugang zu Schiller, dem „Dichter seines Volkes“. Ihr Herz sei „bei dem Feinde“ (II, 19).
Da Amelie keine Kinder hat, verfolgt sie als Erbtante die Strategie, die Familien Vitzewitz und Pudagla-Ladalinski zu verbinden. Sie will die Kinder ihres Bruders mit denen ihres Schwagers Ladalinski verheiraten und hat bereits die Zustimmung der Beteiligten, nur Kathinkas ist man noch nicht ganz sicher, da sie von dem Grafen Jarosch Bninski, einem in Berlin lebenden polnischen Patrioten, umworben wird. Im Gespräch über den Unterschied zwischen Polen und Preußen (II, 13) nennt Renate die Treue und die Innerlichkeit als deutsche Tugenden. Für Kathinka sind Leidenschaft und Phantasie polnische Eigenschaften. Als Beispiel vergleicht sie den pedantisch korrekten Schulmeister Othegraven („die Geradheit eines Lineals“) mit dem risikobereiten Bninski, der als Fahnenjunker seinen verwundeten General Tadeusz Kościuszko beschützte. Diese Heldentat sei es, was ihr den Grafen „wert und angenehm“ mache. Ihr ebenfalls aus einer polnischen Familie stammender Vater Alexander ist dagegen durch seine Heirat mit Sidonie von Pudagla in ganzer Linie, politisch, religiös und beruflich im Staatsdienst „borussifiziert“, auf die preußische Seite gewechselt. Nachdem Sidonie ihren Mann verlassen hat, fühlen sich ihre in Preußen zurückgebliebenen Kinder hier nicht recht heimisch. Lewin ist in die schöne Kathinka verliebt, aber nach der eifersüchtigen Beobachtung ihres Tanzes mit Bninski bezweifelt er, ob ihre unbefangene Persönlichkeit zu der seinen passt. Der Unterschied wird ihm auch bei der Theateraufführung in Guse deutlich, als Kathinka für die erkrankte Renate einspringt und ohne große Vorbereitung, „als ob die Bretter ihre Heimat wären“, ruhig den Prolog vorträgt. Bedrückt fragt er sich mit Vorausahnung der Trennung ihrer Lebenswege: „Sie kann alles, was sie will […] wird sie immer wollen, was sie soll?“ (II, 19)

### Berlin (Band III, 1–18)
Mit dem neuen Jahr rückt das bereits im 1. Kapitel angedeutete Hauptthema des Romans in den Mittelpunkt. Wie bereits in den Hohen-Vietzer und Guser Kapiteln wird die Befreiung von der französischen Besatzung auf verschiedenen Ebenen unterschiedlich diskutiert. Während in der Berliner Adelsgesellschaft rechtliche und bündnispolitische Fragen erwogen werden, ist die Volksmeinung eindeutig patriotisch, z. B. im Wieseckeschen Saal auf dem Windmühlenberg, wo sich Schornsteinfegermeister Rabe, Bürstenmacher Stappenbeck, Posamentier Niedlich und Lebensmittelhändler Schnökel treffen (III, 2), und bei der Abendgesellschaft bei Lewins Zimmerwirtin Wilhelmine Hulen in der Klosterstraße (III, 4).
Berndt von Vitzewitz sucht am Neujahrstag gemeinsam mit Geheimrat von Ladalinski das Gespräch mit einem Mitglied der Königsfamilie, Prinz Ferdinand, im Johanniter-Palais, um ihren Plan vorzutragen (III, 1). Bereits in den Weihnachtstagen hat er nach verschiedenen Einbrüchen und dem Überfall auf Hoppenmarieken dem Dorfschulzen die Aufstellung eines Landsturms vorgeschlagen (II, 13). Kniehase wollte jedoch ohne königlichen Befehl nichts unternehmen, denn der Monarch sei von Gott eingesetzt. Der Gutsherr und der dazukommende Othegraven sahen dagegen das Land mit Haus und Hof als höhere Autorität über dem König: „Denn unser Land ist unsere Erde, die Erde, aus der wir selber wurden.“ Die letzte Instanz sei das „eigene Herz, eine ehrliche Meinung und – der Mut, dafür zu sterben“. Sei man „an oberster Stelle verblendet genug, sich der Waffen, die [sie] schmieden, nicht bedienen zu wollen“, so führten sie sie selbst. Othegraven stimmte ihm als Geistlicher zu: „Es gibt eine Treue, die, während sie nicht gehorcht, erst ganz sie selber ist“ (II, 13). Auch nachdem die einheimischen Strolche gefasst wurden, trug Vitzewitz seinen Plan beim Besuch seiner Schwester in Guse dem alten Generalmajor von Bamme vor und stieß bei ihm auf positive Resonanz (II, 19). Prinz Ferdinand dagegen vertritt loyal die Haltung des Königs. Preußens Militär sei für einen Krieg nicht stark genug. Man müsse auf eine weitere Schwächung Napoleons warten, der den Höhepunkt seiner Macht überschritten habe und sich verhandlungsbereit zeigen müsse. Ein Aufstand mit einer Bewaffnung des Volkes, wie er Vitzewitz vorschwebt, sei für die Monarchie zu riskant, denn er könne wie in Frankreich im Chaos enden. Da sei ein Bündnis mit Napoleon das kleinere Übel (III, 1).
Während einer Soiree am 4. Januar in Ladalinskis Haus in der Königstraße mit prominenten Gästen der Berliner Gesellschaft (III, 5) trifft die Nachricht von der Kapitulation Yorks und damit sein Seitenwechsel von den Franzosen zu den Russen ein. Darauf kommt es zu einem Streitgespräch zwischen dem polnischen Nationalisten Bninski und Tubal über deutsche Treue. Tubal nimmt York für seinen Vertragsbruch in Schutz. Es gebe oft eine Konfliktsituation zwischen zwei Loyalitäten, ein Widerstreit der Pflichten, bei dem ein bitterer Beigeschmack zurück bleibe, wie auch immer man sich entscheide.
Graf Bninski stört die Familienpolitik Amelies, die gerne Kathinka und Lewin miteinander verheiraten möchte. Nachdem Ladalinski auf dem Ball in seinem Haus (III, 5) seine Tochter mit dem Grafen Mazurka tanzen sieht und der Eindruck ihrer Harmonie die Warnung seiner Schwägerin bestätigt, spricht er Kathinka auf ihre Einstellung zu Lewin an und erinnert sie an die Familienpolitik (III, 8). Sie antwortet, dass sie Bninski liebt und mit dem liebenswerten dichtenden Träumer Lewin keine Vernunftehe eingehen will, um Schloss Guse zu erben. Ladalinski respektiert ihre Gefühle, erklärt ihr aber, dass er einer Ehe mit dem polnischen Grafen nicht zustimmen kann. Dies würde seine Stellung in der preußischen Regierung und das Vertrauen des Königs gefährden und er fürchtet erneut heimatlos zu werden. Sie weiß, dass Bninski in Polen Güter hat und in die polnische Armee Napoleons eintreten will, und verspricht, ihren Vater nicht in Schwierigkeiten zu bringen. Sie verhält sich zunächst geschickt neutral und lädt Lewin, der allerdings diese Zuwendung misstrauisch als Koketterie interpretiert, zu einem Besuch im kleinen Zirkel ein, wo sie die von ihm vorgetragene Geschichte vom verloren gegangenen und wiedergefundenen Erbring der von Bredows spöttisch kommentiert: Sie wolle ihn als Traumdeuter und ersten Hoferzähler einstellen, wenn sie Königin geworden sei (III, 14). Kathinkas zweideutige Formulierungen, er verwöhne sie zu wenig mit Aufmerksamkeiten und er solle keine Gespenster sehen, ermutigen ihn, ihr auf der Heimfahrt vom Ausflug zum Lehniner Kloster (III, 15) seine Liebe zu gestehen, zumal er von der Abreise Bninskis nach Warschau erfahren hat. Ihre Reaktion darauf, er sei ein Kind, missversteht er als Hoffnungszeichen. Doch zu diesem Zeitpunkt ist sie sich im Grunde bereits mit Bninski einig, denn dieser bittet am Tag darauf Ladalinski um seine Einwilligung in eine Heirat (III, 16). Als dieser ablehnt, rechnet Bninski, trotz der Relativierungsversuche Kathinkas, mit Preußen und ihrem Vater, der sich von seinem Heimatland getrennt hat, ab: „[A]lles, was hier in Blüte steht, ist […] Zahl und Schablone und dazu jene hässliche Armut, die nicht Einfachheit, sondern Verschlagenheit und Kümmerlichkeit gebiert. […] Schein und List und dabei die eingewurzelte Vorstellung, etwas Besonderes zu sein. Und woraufhin? Weil sie Rauf- und Raublust haben, die immer bei der Armut ist. Nie ist es satt, dieses Volk […] es hat nur ein Verlangen: immer mehr! Und wenn es sich endlich übernommen hat, so stellt es das Übriggebliebene beiseite, und wehe dem, der daran rührt. Seeräubervolk […] Aber immer mit Tedeum, um Gott oder Glaubens- oder höchster Güter willen. Denn an Fahneninschriften hat es in diesem Lande nie gefehlt.“ Dem Vaterrecht stellt der Graf das Selbstbestimmungsrecht des Einzelnen gegenüber: „Gegen das gekünstelte und missbräuchlich geübte Recht deines Vaters, das uns zum Opfer mir unbegreiflicher Rücksichten machen will, setzen wir unser natürliches Recht, das Recht unserer Neigung.“ Bninski will konsequent seinen Weg gehen und in das Heer des von Napoleon geschaffenen Herzogtums Warschau eintreten. Für Kathinka ist die Entscheidung nicht so einfach. Sie denkt auch an die Verletzung Lewins und sie weiß, dass die Trennung von Vater und Bruder eine „Scheidung auf Nimmerwiedersehen“ ist: „Wir erben alles, erst das Blut, dann die Schuld.“ Doch sie geht ohne die Einwilligung des Vaters mit Bninski nach Polen auf seine Güter und kehrt zum katholischen Glauben zurück. Später schreibt sie Renate einen Brief aus Paris, in dem sich ihre Distanz zum früheren Freundeskreis zeigt.

### Hohen-Vietz (Band III, 18 und IV)
Als Lewin Ende Januar durch Tubals Brief von Kathinkas Flucht erfährt (III, 18), verlässt er verwirrt Berlin und läuft in Richtung Oderbruch, bis er in der Nacht auf der Straße entkräftet zusammenbricht. Ein Knecht bringt den Ohnmächtigen mit seinem Schlitten in den Bohlsdorfer Krug. Die Wirtin erkennt Lewin von seinem kurzen Aufenthalt am Weihnachtsabend (I, 1) und benachrichtigt seine Familie. Renate und Tante Schorlemmer kommen und pflegen ihn einige Tage, bis er genesen nach Hohen-Vietz gebracht wird (IV, 4). Doktor Leist diagnostiziert eine Nervenüberreizung und Renate erfährt von Geheimrat Ladalinski den Grund, Kathinkas Flucht, als dieser auf der Durchreise zur Beerdigung der überraschend gestorbenen Tante Amelie den Kranken besucht (IV, 2). Vitzewitz vermutet, dass seine Schwester vor Schreck gestorben ist, als sie ihr Spiegelbild in dem zu diesem Zeitpunkt noch unverhängten Trumeau für die „schwarze Frau“ hielt. Schorlemmer kommentiert dies: „Wer ein Gespenst großzieht, den bringt es um.“ (IV, 8)
Durch Amelies Erbe ist Berndt von Vitzewitz reich geworden und Renate soll einmal Guse erhalten. Während Lewin nach der überstandenen Krise seinen Liebeskummer verarbeitet hat, mit der Vergangenheit abschließt und, davon befreit, ein neues Leben beginnen will, ist Renate unsicher über ihre Zukunft: „Tubal […] Ist seiner Schwester Bruder“ (IV, 7). Marie bestärkt sie in ihrem Vorbehalt: „Er liebt dich und ist doch seiner eigenen Liebe nicht sicher. […] Vielleicht, dass er es dir offen bekennen wird, um wenigstens vor sich selbst einen Halt […] gewonnen zu haben.“ (IV, 9) Als Tubal bei seinem nächsten Besuch in Hohen-Vietz Renate seine Liebe erklärt, erwidert sie diese, doch möchte sie, in Erinnerung an Maries Worte, dass sie sich noch nicht formal binden: „Es sind nicht Zeiten für Bund und Verlöbnis oder doch nicht für uns. Aber andere Zeiten kommen.“ Er solle erst noch sein Herz prüfen (IV, 10). Tubal ist nach seiner Erklärung nicht glücklich. Vielmehr fühlt er sich zu Marie hingezogen und gesteht ihr beim sonntäglichen Kirchbesuch, als sie vom Küster Kubalke versehentlich für kurze Zeit eingeschlossen werden, seine Liebe, während sie ihn an Renate erinnert. Tubal verabschiedet sich von ihr mit den Worten „Es war ein Traum, Marie, nicht wahr?“ (IV, 14)
Inzwischen hat Vitzewitz, wie er seinem Sohn in einem Brief vom 20. Januar mitgeteilt hat, mit Generalmajor Bamme, Graf Drosselstein, Hauptmann von Rutze, alles Mitglieder des Guser Kreises, in eigener Verantwortung das „Landsturmbataillon Lebus“ aufgestellt und sieht sich im Einklang mit der Haltung des Königs, der erst zögerte und dann Mitte Januar seinen Hof nach Breslau verlegte, um sich dem Zugriff französischer Kräfte zu entziehen (III, 13). Zwar ist die Truppe noch nicht voll einsatzfähig und konnte die inzwischen durchgereisten französischen Generäle nicht gefangen nehmen, aber durch die langsame Umorientierung der preußischen Position sind Spannungen mit der Regierung vermieden worden. Auch hat sich Lewins Haltung geändert. Er hat Mitleid mit den durch Berlin ziehenden zerlumpten französischen Soldaten des Russlandfeldzugs und kann sich nicht mehr vorstellen, dass sie vom Landsturm des Vaters gejagt werden (III, 12).
Im Odergebiet gibt es die ersten Aktionen. Man beobachtet, wie die Küstriner Besatzungstruppen durch Desertionen meist deutscher Soldaten in Auflösung sind. Ein Kirch-Göritzer Trupp überfällt französische Soldaten. Nachts verschwindet in Tamsel das an die Garnison abzuliefernde Schlachtvieh. Bei Blumenberg und Trebnitz werden eine Patrouille und Soldaten auf dem Rückzug gefangen genommen (IV, 6, 10). Lewins Berliner Freunde Tubal, von Hirschfeldt und Hansen-Grell treten dem Vietzer Landsturm bei (IV, 9) und General Bamme nimmt Hohen-Vietz als Hauptquartier. Als sie von ihren Frankfurter Freunden die Information erhalten, der französische General Girard und seine Kompagnien seien in der Altstadt privat einquartiert, während die Armee am anderen Oderufer stationiert ist, entschließen sie sich zu einer ersten großen Operation. Graf Drosselstein verhandelt mit dem russischen Offizier Tschernitscheff und erhält von ihm die Zusage, ihre Aktion durch einen Angriff von Osten zu unterstützen (IV, 11), und sie planen bei einer Ortsbesichtigung (IV, 15) den nächtlichen Zugriff. Bamme ist skeptisch, weil er den Erfolg von der Hilfe der Russen abhängig sieht und in sie nur begrenztes Vertrauen hat.
Der erste Teil der Operation verläuft erfolgreich nach Plan: Die Frankfurter Bürgerwehr nimmt Girard und seine Begleitung gefangen, sperrt die Oderbrücke und schlägt eine Rinne in den zugefrorenen Fluss, die Bataillone des Landsturms besetzen die Stadt (IV, 19). Doch der russische Angriff bleibt aus und die französischen Truppen bauen aus Kähnen vom anderen Oderufer eine Ersatzbrücke, schlagen die Angreifer zurück und töten viele der Freischärler, u. a. den Hohen-Vietzer Bauernsohn Püschel und den Dichter Hansen-Grell. Andere nehmen sie gefangen, u. a. Othegraven und Lewin. Othegraven wird kurz darauf hingerichtet, Lewin bringt man in die Festung Küstrin, wo er auf seine Aburteilung wartet. Die geschlagenen Landsturmtruppen Lebus kehren in der Nacht in ihre Dörfer zurück. Berndt von Vitzewitz ist wegen des Misserfolgs niedergeschlagen und macht sich Vorwürfe: „Berndt, täusche dich nicht, belüge dich nicht selbst […] War es Vaterland und heilige Rache, oder war es Ehrgeiz und Eitelkeit? Lag bei dir die Entscheidung? Oder wolltest du glänzen? Wolltest du der erste sein? […] es wird gewesen sein, wie es immer war und immer ist, ein bisschen gut, ein bisschen böse. Arme kleine Menschennatur. […] Aber ich bin gestraft, und diese Stunde bereitet mir meinen Lohn.“ (IV, 20)
Die kurze Frist bis zu Lewins Verurteilung nutzen die Hohen-Vietzer zu seiner Befreiung. Hoppenmarieken („De Dummen, de sin ümmer die Klöksten“), die durch ihren Handel mit den französischen Soldaten Zugang zur Bastion hat, wird zu Hilfe gerufen. Sie wirft einen Hanfleinenknäuel in das Fenster von Lewins Turmzimmer (IV, 22). In einer nächtlichen Aktion fahren die Befreier mit Schlitten an die Mauer heran, Lewin zieht mit Hilfe seiner Leine eine Strickleiter hoch und klettert an ihr hinunter. Ein Wachposten entdeckt die Flucht, schießt auf Lewin und trifft den Hund Hektor. Tubal trägt das Tier in den Schlitten und wird dabei von einem Schuss verwundet. Mit dem Befreiten und dem tödlich Verletzten kehren sie ins Herrenhaus zurück.
In den letzten Kapiteln wird die Romanhandlung abgeschlossen. Hoppemariecken sitzt nach der Rückkehr der Befreier aus Küstrin tot auf einem Prellstein vor dem Herrenhaus (IV, 23). Der sterbende Tubal verabschiedet sich in Rückbesinnung auf seine alte katholische Religion von Renate. Er entschuldigt sich bei ihr, er sei wie seine Familie immer unstet gewesen, anstatt fest und stetig zu sein im Guten (IV, 24). Sein Vater überführt seine Leiche zur Familiengruft in Bjalanowo (IV, 26). Lewin hat erkannt, dass die als Prophezeiung gedeuteten Sprüche „Und kann auf Sternen gehen“ und „Und eine Prinzessin kommt ins Haus“ (I, 1 und 2) sich auf Marie beziehen, die bei der Nachricht von seiner Gefangennahme zusammengebrochen ist und dadurch den Vitzewitzern ihre Liebe offenbart hat. Lewin und Hirschfeldt melden sich zur Befreiung Preußens bei der Armee und nehmen am Herbstfeldzug 1813 teil. Seidentopf verabschiedet sie mit den Worten „Es waren stürmische Tage“ und Hirschfeldt antwortet: „Und doch Tage vor dem Sturm!“ Er verliert im Krieg einen Arm und Lewin kehrt mit einer Narbe auf der Stirn zurück: „Der weiche Zug, den er hatte, ist nun fort.“ Lewin und Marie heiraten im September in der Kirche in Bohlsdorf (IV, 28) und bewirtschaften in Guse Amelies Gut. Mit der Ehe eines Adligen und einer Bürgerin wird ein neues Gesellschaftsbild proklamiert. Maries Schwiegervater hat sie gern in seine Familie aufgenommen: „[S]ie wird uns freilich den Stammbaum, aber nicht die Profile verderben, nicht die Profile und nicht die Gesinnung. Und beides ist das Beste, was der Adel hat.“ Bamme stimmt ihm zu und vermacht Marie sein Gut in Groß-Quirlsdorf: „Frisches Blut, Vitzewitz, das ist die Hauptsache […] Mitunter ist es mir, als wären wir in einem Narrenhause großgezogen. Es ist nichts mit den zweierlei Menschen […] Denn was heißt es am Ende anders als: Mensch ist Mensch.“ (IV, 27)
Die weitere Entwicklung skizziert Renate in ihrem Tagebuch (IV, 28). Nach dem Tod ihres Vaters ziehen Lewin und Marie mit ihren zahlreichen Kindern ins Herrenhaus und übernehmen Hohen-Vietz. Sie will nicht Schorlemmers Nachfolgerin werden und geht ins Fräuleinstift „Kloster Lindow“: „[I]ch sehne mich nach Einkehr bei mir selbst und nach den stillen Werken der Barmherzigkeit […] Es gibt eine verklärte Welt, mir sagt es das Herz, und es zieht mich zu ihr hinauf.“
Im letzten Abschnitt tritt der Erzähler zum ersten Mal, wie Fontane auf seinen Wanderungen, in einer Aktion ca. fünfzig Jahre nach den Befreiungskriegen auf: als Besucher des zerfallenen Klosters und Betrachter von Renate von Vitzewitz’ Grabstein auf dem zum Park gewordenen Friedhof.

### Literarische Kreise
Literarische Gespräche durchziehen die ersten drei Bücher. Im vierten nehmen die Dichter am Befreiungskampf teil.
Lewin und seine Freunde treffen sich jeden Dienstag abwechselnd im Kastalia-Kreis und tragen z. B. Gedichte vor: „Hakon Borkenbart“ und „General Seydlitz“ von Hansen-Grell, eigentlich von Fontane (III, 10). Hansen-Grell erklärt später Lewin seine Einstellung als Dichter am Beispiel von Hölderlins Ode An die Parzen. Er bewundert diese Ode: sowohl die Harmonie der alkäischen Strophen als auch ihre Aussage. Wichtiger als die Quantität der Poesie sei die Qualität, und wenn sie nur in einem Gedicht gelinge. Lewin stimmt zu, denn er spürt die Entsprechung dieser Idee bei der Liebe oder dem Befreiungskampf. Hansen-Grell bekennt ihm, er könne nicht in der Art der Klassiker schreiben, seine Natur fühle sich mehr der Romantik verbunden, aber er schätze das Volkslied in der Wertigkeit als geringer ein. In dieser unaufhebbaren Spannung zwischen Natur und Geschmack stehe er.
Nach der „Guillaume Tell“-Aufführung diskutiert Amelie mit ihrem Bruder Berndt über Lemierres und Schillers Tell-Dramen. Sie bevorzugt den französischen Dramatiker, er den „Dichter seines Volkes“ Schiller (II, 19).
Lewin pflegt auch in anderen Kapiteln des Romans seine geistigen und musischen Interessen. An der Berliner Universität hört er Vorlesungen Fichtes (III, 6). Als Gast bei Pfarrer Seidentopf in Hohen-Vietz (I, 12–15) beteiligt er sich an der Diskussion über den Wert der ländlich-realistischen Gedichte des Pastors Schmidt von Werneuchen im Vergleich zum Lied „An das Jesuskind“ des Grafen von Zinsendorf. Beim Literaten Dr. Faulstich in Kirch-Göritz unterhält sich die Tischrunde über die Romantiker Novalis und Tieck. Während Tubal von der Dichtung und der Harmonie ausstrahlenden winterlichen Natur um Kirch-Göritz begeistert ist, warnt ihn Faulstich, mit Unterstützung Lewins: „Die Bücher sind nicht das Leben, und Dichtung und Muße, wieviel glückliche Stunden sie schaffen vermögen, sie schaffen nicht das Glück. Das Glück ist der Frieden. Und der Frieden ist nur da, wo Gleichklang ist. In dieser meiner Einsamkeit aber, deren friedlicher Schein Sie bestrickt, ist alles Widerspruch und Gegensatz. Was Ihnen Freiheit dünkt, ist Abhängigkeit. Wohin ich blicke, Disharmonie: gesucht und nur geduldet, ein Klippschullehrer und ein Champion der Romantik.“ (II, 11)

## Entstehung und Editionsgeschichte
Bei seinen Wanderungen durch die Mark Brandenburg kam Fontane 1862 die Idee zu seinem Stoff, damals noch unter dem Arbeitstitel „Lewin von Vitzewitz“. Die ersten Kapitel schrieb er im Winter 1873/1874. Danach unterbrach er die Arbeit am Buch und nahm sie erst 1876 wieder auf. Der Roman erschien ab dem 5. Januar 1878 als 36-teiliger, etwas verkürzter Vorabdruck in der Leipziger Wochenzeitschrift „Daheim. Ein deutsches Familienblatt mit Illustrationen“. Bis zum Oktober 1878 war die vierbändige Buchausgabe mit jeweils eigener Kapitelzählung fertiggestellt: „Hohen-Vietz“, „Schloß Guse“, „Alt-Berlin“, „Wieder in Hohen-Vietz“. Ab November 1878 begann der Verkauf. Später erschienen auch einbändige Ausgaben mit durchgehender Kapitelzählung.

## Form
In den Briefen an seinen Verleger Wilhelm Hertz vom 17. Juni 1866 und 24. November 1878 stellt Fontane seine Konzeption des Romans vor. Beabsichtigt sei kein Kriegsroman mit spannenden Handlungen, sondern eine Schilderung des Landes und seiner Bewohner, die er so beschreibe, wie er sie auf seinen Wanderungen erlebt habe: bodenständig preußisch, aber nicht von einem phrasenhaften dreiteiligen „Gott-König-Vaterland“-Patriotismus besessen.
Der auktoriale Erzähler schildert die Situation Preußens 1812/13 nach der Niederlage Napoleons in Russland und vor dem Beginn der Befreiungskriege am Beispiel zweier Familien, Vitzewitz-Pudagla und Ladalinski, und stellt mit atmosphärischen Naturschilderungen die Winterlandschaft des Oderbruchs und mit detaillierten Beschreibungen die Lokalitäten und ihre Besonderheiten sowie die Figuren vor. Damit verbindet er jeweils historische Begebenheiten, Anekdoten, Spukgeschichten, die von einzelnen orts- und sachkundigen Personen, z. B. dem Küster Kubalke, den Besuchern erzählt werden. Dadurch entsteht ein Panoramabild des historisch-geographischen Raumes und seiner Menschen in verschiedenen Lebenssituationen und personalen Beziehungen. Dabei kann der Leser nur einen Teil der Aktionen der Hauptpersonen direkt miterleben, einige Geschehnisse erfährt er aus Schilderungen von Beteiligten, z. B. den Tod und die Beisetzung Amelie von Pudaglas (IV, 5) oder die Flucht und Hinrichtung eines Deserteurs (IV, 6). Dies geschieht häufig durch die zahlreichen Gesprächsrunden, in denen einzelne Teilnehmer über die politische Lage diskutieren, Geschichten und Anekdoten erzählen und damit einen Einblick in ihre Gewohnheiten und Lebensvorstellungen geben: Bauern im Hohen-Vitzer Krug und die Berliner Handwerker im Wieseckeschen Saal auf dem Windmühlenberg. Pfarrer Seidentopfs Gäste in Hohen-Vietz (I, 12–15) streiten über den germanischen und slawischen Einfluss in der frühen Geschichte des Oderbruchs und die ländlichen einfachen Gedichte des Pastors Schmidt von Werneuchen im Vergleich zu Zinzendorfs Liedern. Diese indirekte Darstellungsform ist ein Kompositionsmerkmal des Romans.
In die Handlung integriert sind verschiedene Darstellungsformen: Erzählungen (z. B. von der Bohlsdorfer Krügerwirtin Lene Kemnitz, IV, 2), Reiseerlebnisse (z. B. Schorlemmers Bericht von der Missionierung des Grönländers Karjanak, II, 16), Anekdoten (z. B. der verlorene und wundersam wiedergefundene Erbring der von Bredows in Lehnin, III, 13) und Spukgeschichten aus der Mark Brandenburg (Matthias’ Geist, I, 1; Die weiße Frau, IV, 12), Erinnerungen an die früheren Kriege Friedrichs II. und Napoleons Besetzung Preußens, Erinnerungen an den Krieg in Spanien („Das Gefecht bei Plaa“, III, 10) und an den Kampf der sächsischen Brigade Thielmann in der Schlacht bei Borodino (III, 11), Briefe und Tagebucheintragungen.

## Realität und Fiktion
Fontanes Roman basiert auf den politisch-militärischen Ereignissen in Preußen 1812/1813, die Hauptfiguren und ihre Wohnorte sind jedoch erfunden und damit auch ihre Beziehungen zu den im Roman erwähnten historischen Persönlichkeiten, z. B. Prinz Heinrich, Prinz Ferdinand, der russische Offizier Tschernitscheff, der polnische General Kościuszko sowie die Gäste auf Ladalinskis Ball: der Intendant der Königlichen Schlösser und Gärten von Massow, Polizeipräsident le Coq, der Professor der Chirurgie Mursina und Hofprediger Eylert.
Fontanes genaue Schilderung des Oderbruchs basiert auf seinen Wanderungen von Letschin aus, wo sein Vater Louis Henri Fontane eine Apotheke führte. Im 1863 publizierten Buch Das Oderland, dem zweiten Band seiner Wanderungen durch die Mark Brandenburg, beschrieb er diese Landschaft. In den „Sturm“ aufgenommen ist z. B. der mit einfachen Lehmhäusern bebaute Ortsteil von Letschin „Forstacker“, wo Fontane Anna Dorothea Hoppe kennenlernte, das Vorbild für „Hoppenmarieken“. Als Vorlage für seine Hauptgestalt, Berndt von Vitzewitz, diente dem Autor Major von Marwitz, Gutsherr auf Friedersdorf. Ähnlich sind der frühe Tod seiner geliebten Frau, der Schlossbrand, Jugenderinnerungen an die Zeit Friedrichs des Großen und seine Kriege, die Idee, im Befreiungskrieg das Volk zu bewaffnen und eine Landwehr zu organisieren.
Fontane hat zwei eigene Gedichte in den Roman eingebaut: „Hakon Borkenbart“ und „General Seydlitz“, das sich auf den Kavalleriegeneral Seydlitz bezieht. Der fiktive Dichter Detleff Hansen-Grell trägt beide Gedichte dem Kastalia-Kreis (III, 10) vor, für den die Berliner literarische Gesellschaft „Tunnel über der Spree“ dem Autor als Vorlage diente.

## Varia
Bei dem Überfall auf Frankfurt sind die letzten Worte der erstochenen französischen Schildwache an die Adresse des Gegners „Petit crevé!“ Der Begriff crevé war in der vorliegenden Verwendung jedoch erst ab etwa 1865 in Gebrauch.

## Verfilmung
Der Roman wurde im Jahr 1984 unter dem Titel Vor dem Sturm verfilmt.

## Ausgaben
- Theodor Fontane: Vor dem Sturm. Roman aus dem Winter 1812 auf 13. Berlin 2011, ISBN 978-3-351-03114-5 (= Christine Hehle (Hrsg.): Große Brandenburger Ausgabe. Das erzählerische Werk. Band 1 und 2).